# Transylvanian Flower
Transylvanian Flower är ett musikalbum av gruppen Strasse från 2005. 
Producerad av Charlie Storm i Cloudchamber studios och utgiven av Luminol Grammofon. 
Låten, Dying For The Wild Life, utgiven som singel 2004. Den är även utgiven av Groove Magazine samlingsalbum.

## Låtlista
1. One Of The Aliens (Ryden)
2. Dying For The Wild Life (Ryden)
3. Belle Gravia (Storm/Ryden)
4. The Stranger In Your Eyes (Ryden)
5. Blue Town (Ryden)
6. Neon Streets (Storm/Ryden)
7. What Can You Do? (Ryden)
8. Transylvanian Flower (Storm/Ryden).

## Medverkande
- Russ Ryden: sång, gitarr, synths.
- Max Abbey: gitarr.
- UK Sandin: bas, bakgrundssång.
- Charlie Storm: trummor, gitarr, keyboards.